# Un Solo Pueblo
Un Solo Pueblo (también conocido por sus siglas; USP) es un partido político venezolano definido de ideología "centro democracia", que nació como organización política el 26 de julio de 2002,  poco después del Golpe de Estado del 11 de abril de 2002, la organización tuvo problemas en el nombre debido a que es un nombre homónimo a un grupo musical de música folklórica venezolana.
Entre los miembros fundadores de USP están: William Ojeda, Luis Mata Mollejas, José Tauroni, Nerio Otamendi, Enrique Arteaga; siendo opositor a la administración de Hugo Chávez. El partido pretendía postular a William Ojeda como candidato presidencial a las elecciones de diciembre de 2006, sin embargo finalmente apoyaron a Manuel Rosales. A principios de enero de 2007 William Ojeda anunció la retirada de un sector del partido para formar parte de Un Nuevo Tiempo, quedando todavía vigente un pequeño sector bajo la dirección general de Hiram Masso.